# Liste des circonscriptions législatives de Nouvelle-Calédonie

Carte des circonscriptions de la Nouvelle-Calédonie depuis 1988
1re circonscription
2e circonscription

Le Territoire d'outre-mer (TOM) devenu collectivité sui generis de Nouvelle-Calédonie est divisé depuis 1988 en 2 circonscriptions législatives. Celles-ci ont jusqu'en 2024 toujours élu des députés issus du principal parti de la droite nationale, le Rassemblement pour la République (RPR) puis l'Union pour un mouvement populaire (UMP), et de la formation anti-indépendantiste historique locale, le Rassemblement pour la Calédonie dans la République (RPCR) devenue ensuite le Rassemblement-UMP (R-UMP). En 2024, Emmanuel Tjibaou devient le premier député indépendantiste élu.

## Présentation
Depuis 1945 et l'accession au statut de territoire d'outre-mer, la Nouvelle-Calédonie constitue une circonscription électorale unique. La loi du 8 décembre 1977 octroie au territoire un second siège de député à l'Assemblée nationale, la division en deux circonscriptions étant effective à compter des élections législatives de 1978.
Lors des élections législatives de 1986 qui se sont déroulées selon un mode de scrutin proportionnel à un seul tour par listes départementales, le nombre de deux sièges de Nouvelle-Calédonie a été conservé,.
Le retour à un mode de scrutin uninominal majoritaire à deux tours en vue des élections législatives suivantes, a maintenu ce nombre de deux sièges,, selon un nouveau découpage électoral.
Le redécoupage des circonscriptions législatives réalisé en 2010 et entrant en application à compter des élections législatives de juin 2012, n'a modifié ni le nombre ni la répartition des circonscriptions de Nouvelle-Calédonie.

## Composition des circonscriptions

### Composition des circonscriptions de 1978 à 1988
Jusqu'en 1978, le territoire de Nouvelle-Calédonie représente une circonscription unique. À compter de 1978, il est divisé en deux circonscriptions regroupant les communes suivantes :
- La 1re circonscription comprend les communes suivantes : Pouébo, Hienghène, Touho, Poindimié, Ponérihouen, Houaïlou, Canala, Thio, Yaté, Île des Pins, Maré, Lifou et Ouvéa.

- La 2e circonscription comprend les communes suivantes : Belep, Poum, Ouégoa, Koumac, Kaala-Gomen, Voh, Koné, Pouembout, Poya, Bourail, Sarraméa, Farino, La Foa, Moindou, Boulouparis, Païta, Dumbéa, Mont-Dore et Nouméa.

### Composition des circonscriptions depuis 1988

1re circonscription
2e circonscription

- La 1re circonscription comprend les communes suivantes : Nouméa, Île des Pins, Lifou, Maré et Ouvéa.
- La 2e circonscription comprend les communes suivantes : Mont-Dore, Dumbéa, Païta, Boulouparis, La Foa, Moindou, Sarraméa, Farino, Bourail, Poya, Pouembout, Koné, Voh, Kaala-Gomen, Koumac, Poum, Belep, Ouégoa, Pouébo, Hienghène, Touho, Poindimié, Ponérihouen, Houaïlou, Kouaoua, Canala, Thio et Yaté.